# Kościół św. Marcina w Dziekanowicach
Kościół świętego Marcina – rzymskokatolicki kościół parafialny należący do parafii pod tym samym wezwaniem (dekanat pobiedziski archidiecezji gnieźnieńskiej).
Znajduje się we wschodniej części wsi. Do rejestru zabytków wpisany został 2 lutego 2015 pod numerem 951/Wlkp/A.
Obecna, murowana świątynia w stylu neogotyckim została wzniesiona w 1856 roku. Budowla składa się z prostokątnej nawy, zamkniętej od strony wschodniej wielokątną apsydą. Od strony zachodniej do bryły jest dostawiona czworokątna wysoka wieża, zwieńczona ośmiokątną latarnią z krzyżem. Wyposażenie wnętrza powstało głównie w XIX wieku. Kościół został konsekrowany w 1937 roku.